# Gelato Museum Carpigiani

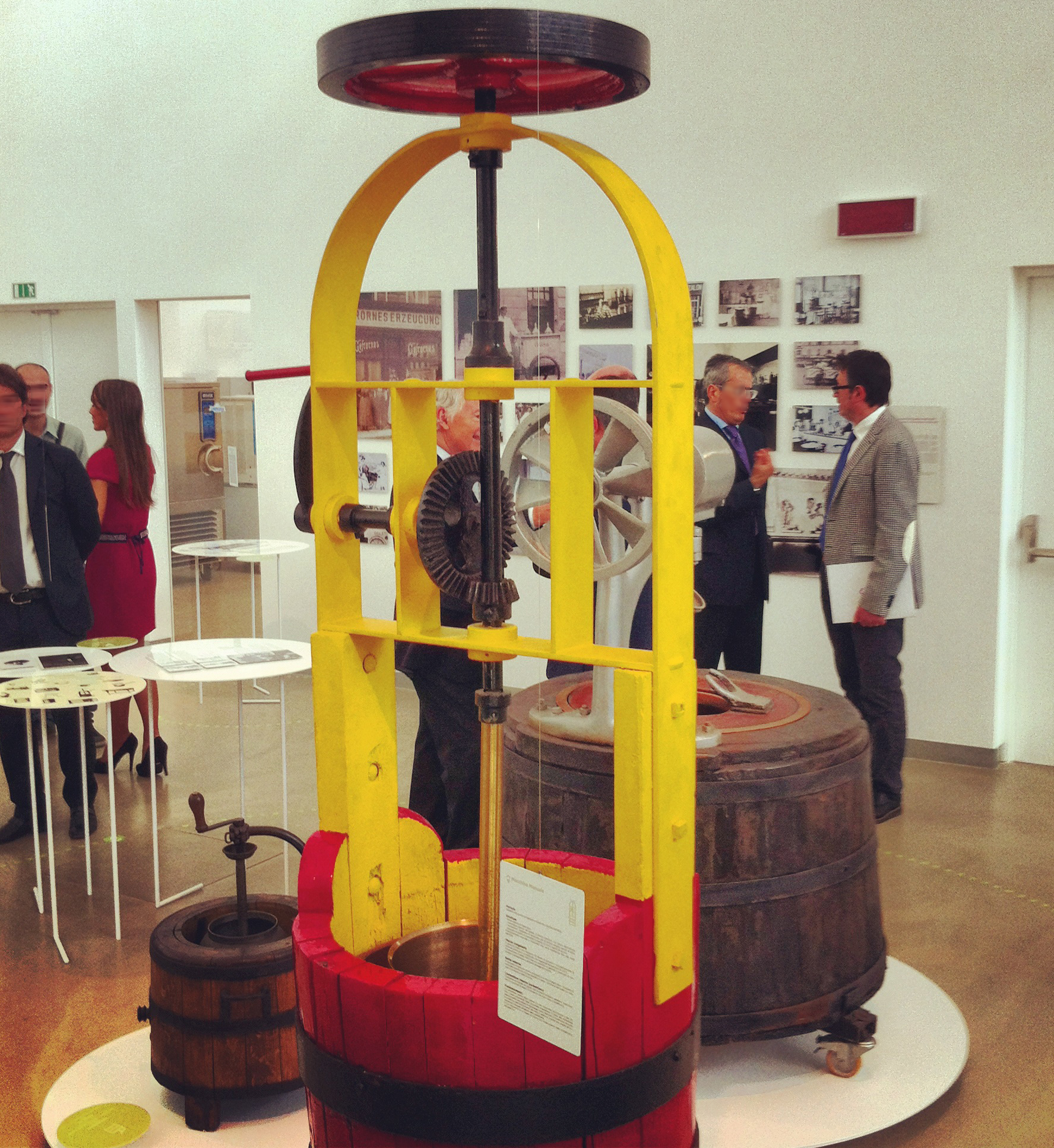
Macchina manuale della fine del XIX secolo

Il Gelato Museum Carpigiani è uno spazio museale dedicato alla storia, alla cultura e alla tecnologia del gelato artigianale, situato ad Anzola dell'Emilia nella provincia di Bologna.
È stato realizzato dalla "Fondazione Bruto e Poerio Carpigiani" ed è considerato come il primo museo del gelato al mondo.
Il museo, il cui progetto architettonico e di allestimento museografico è degli architetti Matteo Caravatti e Chiara Gugliottacon la direzione artistica di Bipiuci  ,si trova all'interno della sede centrale della Carpigiani S.p.A. che, ristrutturando 2200 m², ha convertito una sezione dei dipartimenti produttivi in spazio espositivo che ripercorre le tappe fondamentali della storia del gelato, incluso lo sviluppo tecnologico e le modalità di consumo.

## Descrizione
Aperto a settembre 2012, il museo racconta la storia del gelato, cominciata 12000 anni a.C.
La struttura si trova nella sede dell'azienda Carpigiani, e comprende un'area espositiva di oltre 1000 metri quadrati, che si snoda lungo un percorso suddiviso in cinque grandi aree tematiche:
- Dai pozzi di neve al sorbetto (XII mill a.C. – XIII Sec. d.C.)
- Il gelato e la nascita di un nobile mestiere (XVI - XVIII Sec)
- Ascesa e diffusione mondiale del gelato (XIX - XX Sec)
- Dal ghiaccio e sale alle nuove tecnologie (1900-1950)
- Gelatieri e produttori italiani: il gelato diventa fiore all'occhiello del made in Italy (1950-1985)[6]

## Riconoscimenti
- Il museo è stato inserito nella Guida Musei del territorio provinciale di Bologna, in particolare nell'approfondimento delle "Eccellenze industriali"[7]
- L'archivio storico della Carpigiani e il museo trovano la loro collocazione anche all'interno del sistema dell'Istituto dei beni culturali e naturali della Regione Emilia-Romagna[8]
- È stato riconosciuto da Zagat come uno tra i 7 nuovi musei più belli al mondo, nell'articolo intitolato "The 7 Coolest New Museums Around the World"[9]

## Galleria d'immagini

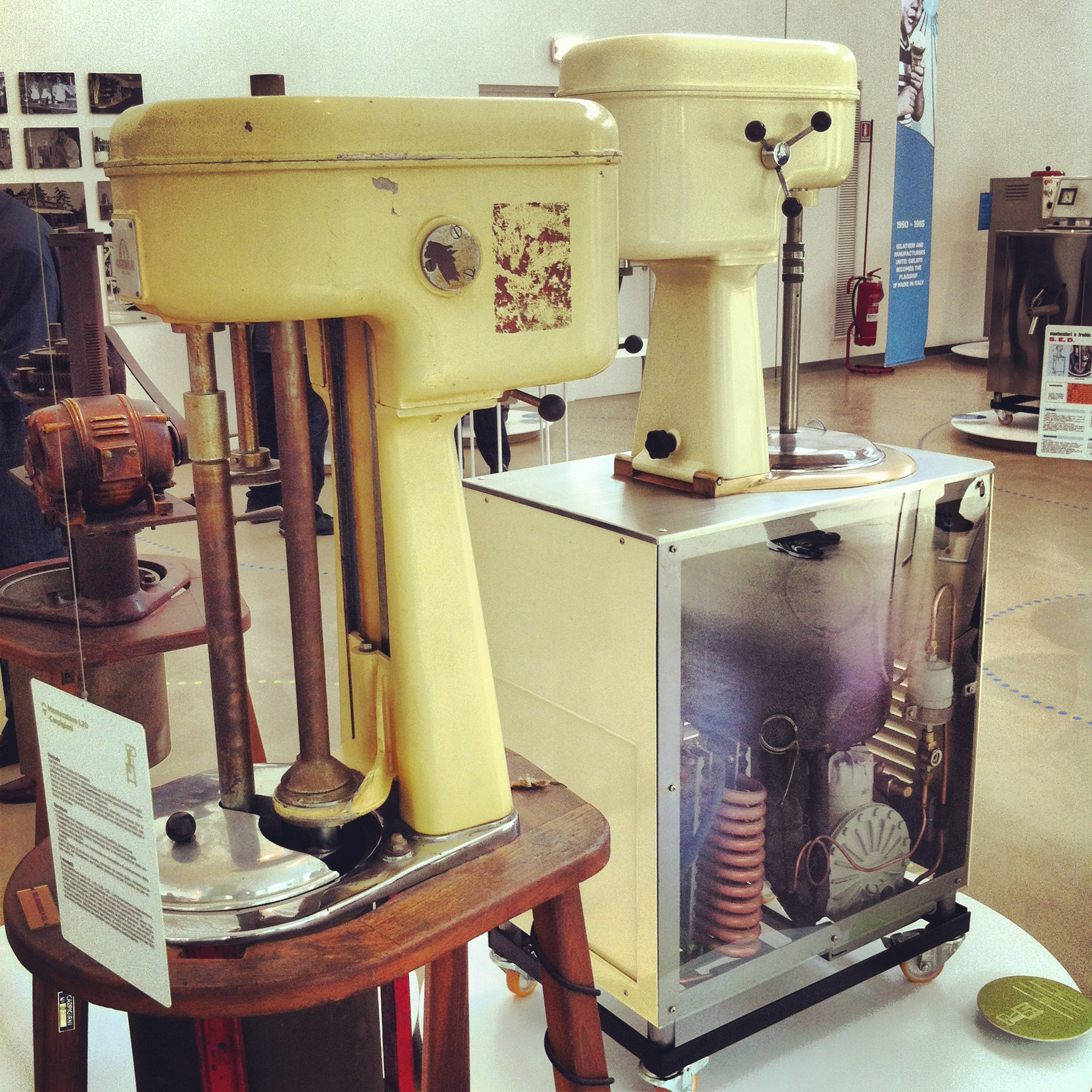
Macchine per gelato (1946 & 1960)
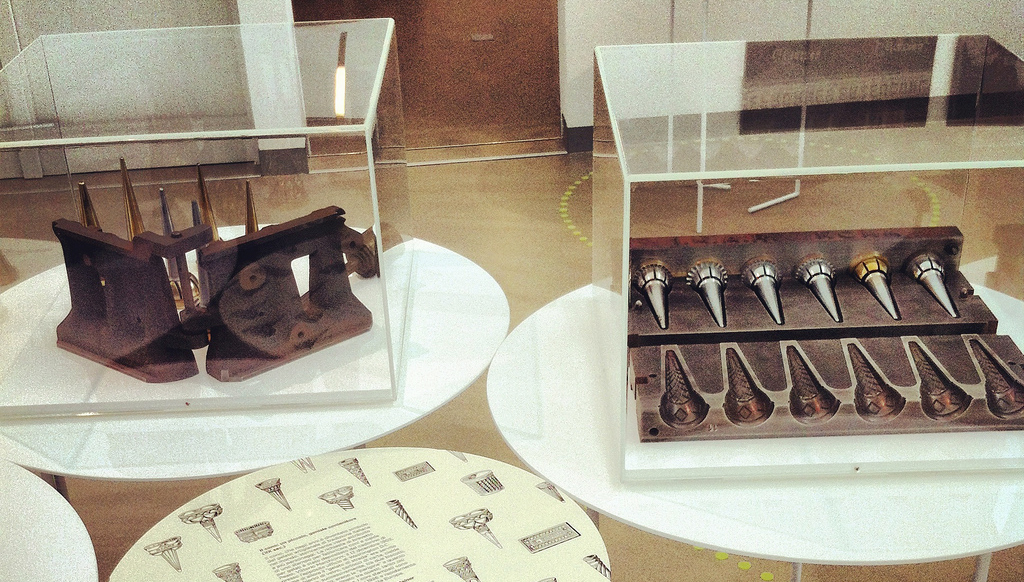
Stampi per coni
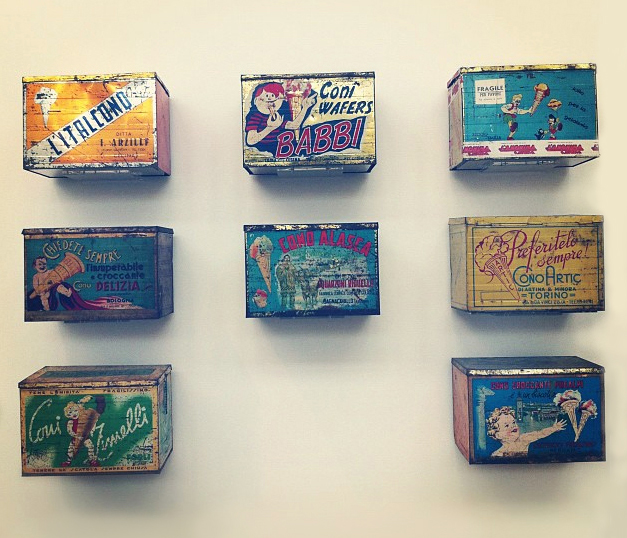
Vecchie scatole di latta